# Падме Амидала
Падме Набири Скајвокер (Padmé Naberrie Skywalker), такође и Њено краљевско височанство, краљица Амидала од Набуа, касније Сенатор Амидала од Набуа (46—19. ПБЈ) је лик из „Звезданих ратова” коју је у филмовима играла глумица Натали Портман. Padma на санскриту значи лотосов цвет, а Amidala је духовна манифестација.
Падме је жена Анакина Скајвокера и мајка Леје Органе-Соло и Лука Скајвокера. Била је демократски изабрана краљица Набуа, а након истека два мандата је представљала своју планету као сенатор у Галактичком сенату. Врло талентована и образована, Падме ипак није била најмлађа изабрана краљица Набуа. Њено право име је Падме Набири, док је Амидала њено краљевско име. Увек се држала краљевски и строго док је била краљица. Као Падме, врло је одлучна и сажаљива. Одиграла је велику улогу у последњим данима Старе Републике.
У „Фантомској претњи”, снажно се бори политичким и физичким средствима да ослободи своју планету блокаде Трговачке Федерације. У то време је имала 14 година. Током ових догађаја, спријатељила се са деветогодишњим Анакином Скајвокером
У „Нападу клонова”, који се догађају десет година касније, постала је сенатор у сенату Галактичке Републике након истека два мандата као краљица. Води фракцију која се противи оснивању војске која би зауставила сепаратистички покрет (изненађујуће, иако је променила занимање, и даље има врло компликован стил облачења и склона је честом мењању гардеробе). Након неуспелог атентата на њу, Анакин, који је сада Џедај падаван под вођством Оби-Вана Кенобија, јој је додељен као телохранитељ. Заљубе се једно у друго, али су због својих дужности приморани да то потисну. Током спасавања Оби-Вана, увучени су у прву битку Ратова клонова, где се Падме прикаже као доста спретан борац. Филм се завршава Анакиновим и Амидалиним венчањем на тајној церемонији на којој су били само R2-D2 и C-3PO.
У „Освети сита”, уплашена је променама у личности њеног мужа који бива заведен Мрачном Страном Силе. Након проглашења Галактичке Империје и великог истребљења Џедаја које је водио Анакин, Амидала се придружује Бејлу Органи у оснивању Покрета Отпора који ће постати Алијанса Побуњеника. Одлази на планету Мустафар (са Оби-Ваном који се тајно сакрио у њен брод) где се суочава са Анакином у покучају да га врати на светлу страну. Анакин је убеђен да је она довела Оби-Вана да га убије и угуши је Силом. У Полис Маса, лекари покушавају да је спасу, али након што роди близанце Лука и Леју, она умире. Њено тело је враћено на Набу и сахрањено уз почасти.
У „Повратку џедаја”, Леја каже Луку да се сећа мајке која је умрла док су били млади и описује је као нежну, лепу и тужну. Вероватније је да је то мајка која ју је подигла на Алдерану, пре него Падме.
| Набу                   | Набу                     | Набу                     | Набу |
| ---------------------- | ------------------------ | ------------------------ | ---- |
| Претходник Краљ Веруна | краљица Набуа 32—24. ПБЈ | Наследник Краљица Џамила |      |

| Галактички сенат | Галактички сенат            | Галактички сенат         | Галактички сенат            |
| ---------------- | --------------------------- | ------------------------ | --------------------------- |
|                  | Претходник Сенатор Палпатин | Сенатор Набуа 22—19. ПБЈ | Наследник непознати сенатор |